# Somalia
Republica Federală Somalia (în arabă: جمهورية الصومال الفدرالية) este o țară africană din Cornul Africii, care se învecinează la nord cu Djibouti și Golful Aden (frontieră maritimă cu Yemenul), la est și la sud cu Oceanul Indian (frontieră maritimă cu arhipelagul yemenit, dominat de insula Socotra) și la vest cu Kenya și Etiopia. Are capitala la Mogadishu (Mogadiscio ) în sudul țării. Somalia este singura țară africană în care o singură limbă este vorbită de toată populația, somaleza. 

## Istorie

### Perioada precolonială
Somalia a fost permanent locuită de numeroase grupuri etnice în ultimii 2.500 de ani, printre care Ormo, Kushitik sau Somali. 
Începând cu secolul I d.C., unele porturi precum Hafun sau Mosylon-Bandar Gori au început să facă comerț cu marinarii romani sau greci.
Partea nord-vestică a Somaliei a făcut parte din Imperiul Aksumit (Secolul III - Secolul VII), dar odată cu întemeierea orașului Mogadishu în anul 900, islamul a intrat în cultura și societatea somaleză.
În perioada imediat următoare (Secolele XIII-XVI) au apărut mai multe orașe-state și regate somaleze. În nord estul Somaliei a apărut sultanatul Adal (un grup format din mai multe etnii: afari, somalezi și harari), avându-l ca lider pe Ahmad ibn Ibrihim al Ghazi, care a cucerit în 1520 aproape trei sferturi din Etiopia de azi și a fost înfrânt în bătălia de la Wayna Daga (21 februarie 1543) de armatele reunite etiopiano-portugheze.

### Perioada colonială
Somalia a fost colonizată de mai multe ori de către Marile Puteri europene. Între anii 1800 și 1980, Somalia a fost colonizată de către italieni. Această colonie a durat 180 de ani, fiind cea mai mare colonie de pe teritoriul actual al Somaliei.

### Al II-lea război mondial
În al doilea război mondial Somalia încă se afla sub colonie italiană. La vremea aceea, Somalia era o parte din Italia fascistă. Pe teritoriul Somaliei nu se desfășurau lupte armate care să fi avut legătură cu al doilea război mondial, dar mai existau răscoale din cauza foametei.

### Războiul civil
După încheierea celui de-Al doilea război mondial, în Somalia a izbucnit războiul civil pentru obținerea independenței țării față de Italia. Acesta nu a durat foarte mult, dar foametea a amplificat numărul deceselor.     
După terminarea primului războiului civil, anii 2000-2010 au adus mai multe revolte din cauza regimului politic din Somalia.   
Al doilea război civil somalez a ținut și încă ține, chiar și în momentul acesta. Din cauza revoltelor, Somalia a devenit țara recunoscută ca fiind „Țara piraților”. Acolo sunt și grupări teroriste, precum "Așa-l al nustra" și ISIS, deși ISIS nu este o grupare teroristă care este foarte răspândită foarte mult ca pirații .   
Somalia, azi, este una dintre cele mai sărace țări din lumea noastră.  

### Guvernul federal, azi
Somalia a existat ca țară doar de jure. Ea nu avea capacitatea de a se organiza ca stat cu parlament, guvern și justiție. Dar guvernul federal somalez s-a constituit pentru prima oară, în august 2012, de la începerea ultimului război civil. 2 ani mai târziu, guvernul a lansat o operațiune militară, codată "Oceanul Indian", pentru a zdrobi mai multe centre răzvrătite din zonele rurale. 

## Geografie
Somalia este situată în Cornul Africii (nord-estul Africii; sau Peninsula Somalia) având Golful Aden la nord și Oceanul Indian la est. Se învecinează cu Etiopia la vest, cu Djibouti la nord-vest și cu Kenya la sud-vest. Somalia are cea mai lungă linie de coastă de pe continent.
Geografic, Somalia face parte din continentul african, dar socio-cultural, conform fluxului social și religiei (somalezii fiind musulmani) face parte din Orientul Mijlociu, din Asia.

## Economie
Somalia este una dintre cele mai sărace țări de pe glob.

## Demografie
Somalia avea o populație de 8,2 mil. în anul 2005 d.C., conform ONU. Aceasta a fost compusă în proporție de 94% din somalezi.
Deși, prin tradiție, sunt un popor nomad, începând cu a doua jumătate a secolului 20, o mare parte s-au mutat în orașe, ajungând în 2005 ca populația urbană să reprezinte aprox. 30% din totalul populației.

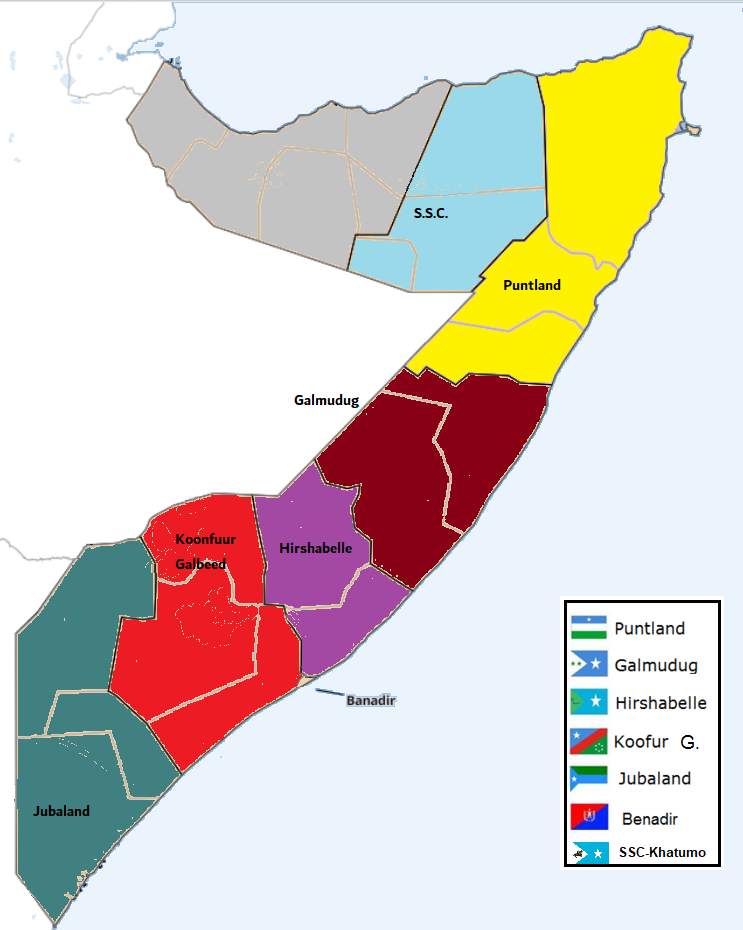
.

Somalezii sunt împărțiți în mai multe clanuri și sub-clanuri din care cele mai importante sunt:
- somalezii

Marea majoritate a somalezilor se află în Somalia, cu toate acestea o parte semnificativă de somalezi o reprezintă și diaspora somaleză, aceștia fiind regăsiți în Etiopia, Yemen, Kenya, Djibouti și Orientul Mijlociu.
Religia practicată de cei mai mulți somalezi este islamul.

## Referințe

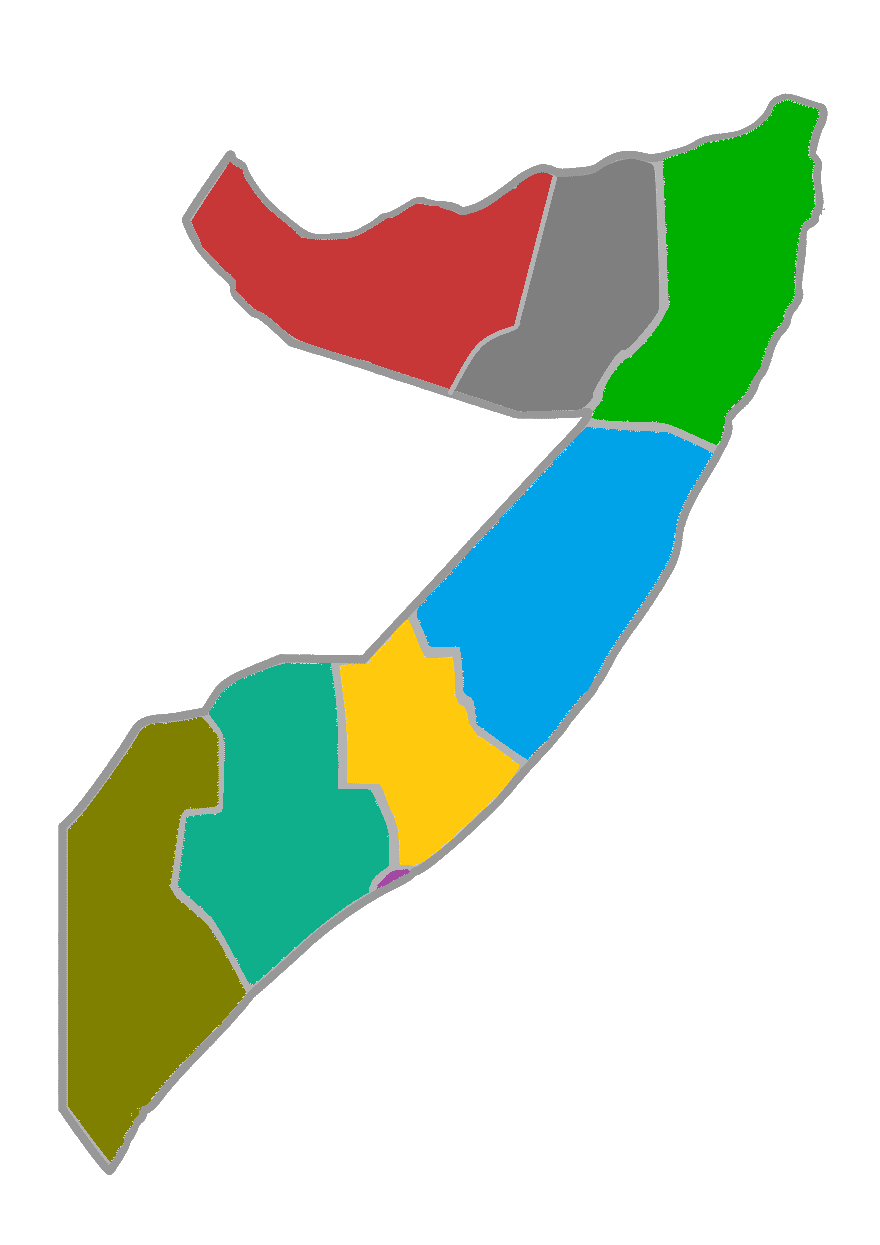
Harta statelor federale ale Somaliei: Somaliland (stat scăpat de sub control central, în stacojiu), Puntland (verde), Galmudug (azur), Hirshabelle (galben), Mogadiscio (capitala federală, în mov), Somalia de Sud-Vest (albastru-verzui) și Jubaland (maro).

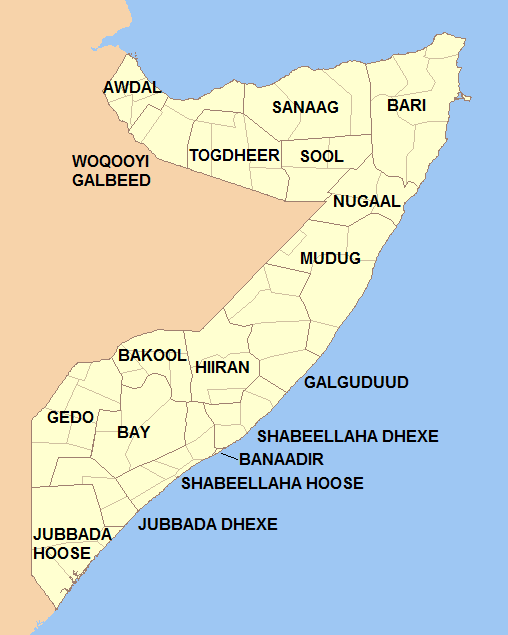
Regiunile administrative oficiale somaleze

## Cultură
| Dată gregoriană/ islamică | Nume în română                    | Nume local     | Notă |
| ------------------------- | --------------------------------- | -------------- | --- |
| 1 ianuarie                | Anul Nou gregorian                | —              | — |
| 1 mai                     | Ziua Muncii                       | —              | — |
| 26 iunie                  | Ziua independenței                | —              | Se comemorează independența Somaliei Britanice la 26 iunie 1960. 5 zile mai târziu, s-a unit cu Somalia Italiană , formând Republica Somaleză. |
| 1 iulie                   | Ziua Republicii                   | —              | Se comemorează contopirea fostelor Somalii Italiană și Britanică într-un singur stat, formând astfel, la 1 iulie 1960, Republica Somaleză.     |
| 12 Rabi'-ul-Awwal         | Ziua nașterii lui Mahomed         | Mawlid Nabi    | — |
| 27 Rajab                  | Înălțarea la ceruri a lui Mahomed | Isra și Mi'raj | — |
| 1 Shawwal                 | Sfârșitul Ramazanului             | Eid-ul-Fitr    | — |
| 10 Dhul Hijja             | Sărbătoarea Jertfei               | Eid al-Adha    | — |
| 1 Muharram                | Anul Nou islamic                  | —              | — |
| 10 Muharram               | —                                 | Ashura         | — |